# Đồng Việt
Đồng Việt là một xã thuộc tỉnh Bắc Ninh, Việt Nam.

## Địa lý
Xã Đồng Việt có vị trí địa lý:
- Phía đông giáp các phường Chí Linh và Trần Hưng Đạo, thành phố Hải Phòng
- Phía tây giáp phường Cảnh Thụy
- Phía nam giáp xã Phù Lãng
- Phía bắc giáp phường Tân An.

Xã Đồng Việt có diện tích 33,21 km², dân số 26.714 người, mật độ dân số đạt 804 người/km².

## Lịch sử
Ngày 17 tháng 6 năm 1949, Ủy ban kháng chiến hành chính Liên khu 1 ban hành Quyết định số 361PC/2 về việc thành lập xã Đồng Việt thuộc huyện Yên Dũng trên cơ sở xã Đồng Hóa và xã Việt Hùng.
Ngày 27 tháng 10 năm 1962, Quốc hội ban hành Nghị quyết về việc thành lập tỉnh Hà Bắc trên cơ sở tỉnh Bắc Giang và tỉnh Bắc Ninh. Khi đó, xã Đồng Việt thuộc huyện Yên Dũng, tỉnh Hà Bắc.
Ngày 6 tháng 11 năm 1996, Quốc hội ban hành Nghị quyết về việc chia tỉnh Hà Bắc thành tỉnh Bắc Giang và tỉnh Bắc Ninh. Khi đó, xã Đồng Việt thuộc huyện Yên Dũng, tỉnh Bắc Giang.
Ngày 28 tháng 9 năm 2024, Ủy ban Thường vụ Quốc hội ban hành Nghị quyết số 1191/NQ-UBTVQH15 về việc sắp xếp đơn vị hành chính cấp huyện, cấp xã của tỉnh Bắc Giang giai đoạn 2023 – 2025 (nghị quyết có hiệu lực từ ngày 1 tháng 1 năm 2025). Theo đó, sáp nhập xã Đồng Việt thuộc huyện Yên Dũng vào thành phố Bắc Giang quản lý.
Ngày 16 tháng 6 năm 2025, Ủy ban Thường vụ Quốc hội ban hành Nghị quyết số 1658/NQ-UBTVQH15 của UBTVQH về việc sắp xếp các đơn vị hành chính cấp xã của tỉnh Bắc Ninh năm 2025. Theo đó, sắp xếp toàn bộ diện tích tự nhiên, quy mô dân số của các xã Đức Giang, Đồng Phúc và Đồng Việt thành xã mới có tên gọi là xã Đồng Việt.